# Irene Camber
Irene Camber, née le 12 février 1926 à Trieste et morte le 23 février 2024 à Lissone (Lombardie), est une escrimeuse italienne, pratiquant le fleuret. 
Elle est championne olympique, lors de l'édition de 1952. Elle est championne du monde en 1953 et en 1957 dans la compétition par équipe.

## Carrière
Irene Camber est championne olympique à Helsinki lors de l'édition de 1952. Irene Camber remporte deux titres mondiaux : en individuel lors de l’édition de 1953, et dans la compétition par équipe en 1957. Elle a également remporté le titre de championne d'Italie à deux reprises, en 1953 et 1954.

## Hommage
Le 7 mai 2015, en présence du président du Comité national olympique italien (CONI), Giovanni Malagò, a été inauguré  le Walk of Fame du sport italien dans le parc olympique du Foro Italico de Rome, le long de Viale delle Olimpiadi. 100 tuiles rapportent chronologiquement les noms des athlètes les plus représentatifs de l'histoire du sport italien. Sur chaque tuile figure le nom du sportif, le sport dans lequel il s'est distingué et le symbole du CONI. L'une de ces tuiles lui est dédiée .

## Palmarès
- Jeux olympiques d'été
  -  Médaille d'or aux Jeux olympiques de 1952 à Helsinki
  -  Médaille de bronze par équipes aux Jeux olympiques de 1960 à Rome
- Championnats du monde d'escrime
  -  Médaille d'or aux Championnats du monde d'escrime 1953 à Bruxelles
  -  Médaille d'or par équipe aux Championnats du monde d'escrime 1957 à Paris
  -  Médaille d'argent par équipe aux Championnats du monde d'escrime 1954 à Luxembourg
  -  Médaille de bronze par équipe aux Championnats du monde d'escrime 1952 à Copenhague
  -  Médaille de bronze par équipe aux Championnats du monde d'escrime 1953 à Bruxelles
  -  Médaille de bronze par équipe aux Championnats du monde d'escrime 1955 à Rome
  -  Médaille de bronze aux Championnats du monde d'escrime 1957 à Paris
  -  Médaille de bronze par équipe aux Championnats du monde d'escrime 1962 à Buenos Aires